# Conferencia Mundial sobre la Mujer de 1985
La Conferencia Mundial sobre la Mujer de 1985 o la Tercera Conferencia Mundial sobre la Mujer se llevó a cabo entre el 15 y el 26 de julio de 1985 en Nairobi, Kenia, para analizar y evaluar progresos y fracasos en la implementación de los objetivos establecidos por el Plan de Acción Mundial. Conferencia Mundial sobre las Mujeres de 1975  modificada por el Programa de Acción Mundial de la segunda conferencia. Fue significativo durante la conferencia el resultado final de las Estrategias prospectivas para el adelanto de la mujer que se adoptaron por consenso, a diferencia de las dos conferencias anteriores. La conferencia marcó la primera vez que se introdujeron los derechos de las lesbianas en una reunión oficial de la ONU y el punto de inflexión para hacer visible la violencia contra las mujeres considerado hasta el momento un tema oculto que no debía abordarse. Reconociendo que no se habían alcanzado los objetivos del Decenio para la Mujer, la conferencia recomendó y la Asamblea General aprobó una evaluación continua de los logros y fracasos de las mujeres hasta el año 2000.  
La reunión en Nairobi significó también un punto de inflexión para las feministas africanas según la escritora y académica feminista Amina Mama quien señala en su investigación sobre el feminismo africano que hasta el momento pocas africanas habían podido participar en las reuniones de México y Copenague.

## Historia
En 1975, las Naciones Unidas aprobaron la celebración del Año Internacional de la Mujer . Como parte de las celebraciones, celebraron la Primera Conferencia Mundial sobre la Mujer en 1975 en la Ciudad de México . En esa reunión, se propuso que en la década siguiente se proclamara el Decenio de las Naciones Unidas para la Mujer y se llevaran a cabo reuniones de seguimiento para evaluar el progreso en 1980 y 1985. La Asamblea General adoptó un Plan de Acción Mundial con objetivos recomendados para que los gobiernos incorporaran la igualdad de las mujeres, el desarrollo y su participación en iniciativas de paz. La reunión se celebró en Copenhague, agregando secciones al Programa de Acción revisado dedicado a garantizar a las mujeres el acceso equitativo a la educación, las oportunidades de empleo y la atención médica adecuada. Ambas conferencias anteriores habían luchado con la división causada por la política de la Guerra Fría y las necesidades del mundo en desarrollo. El contexto geopolítico de la tercera conferencia seguía siendo polémico con una crisis mundial de la deuda que se disparaba en África y América Latina, las políticas proteccionistas en los gobiernos de Margaret Thatcher y Ronald Reagan causaron una incertidumbre generalizada, el estancamiento de la URSS, el desarrollo de la carrera armamentista, y la invasión soviética de Afganistán . La pregunta sería si la conferencia podría seguir centrada en los problemas de las mujeres frente a las acusaciones soviéticas de que las tácticas imperialistas y de guerra de Estados Unidos estaban socavando los objetivos del Decenio para las Mujeres y las preocupaciones por parte de Estados Unidos de que los intentos de politización del Bloque del Este dificultarían cualquier mejora real en los problemas a los que se enfrentan las mujeres.

## Conferencia oficial
La Conferencia de 1985 celebrada del 15 al 26 de julio en Nairobi, Kenia, fue la revisión final de la década y fue dirigida por la presidenta de la conferencia, Margaret Kenyatta . Leticia Shahani, viuda, madre de tres hijos y diplomática filipina se desempeñó como secretaria general e hizo la sugerencia crucial de que la discusión extraoficial de los delegados disminuiría la polaridad que había plagado las conferencias anteriores y permitiría una mayor debate abierto y conducir a un compromiso. Hubo 157 países representados con alrededor de 1.400 delegados y delegadas oficiales, entre ellas: Phoebe Asiyo de Kenia ; Ylva Ericsson de Suecia ; Saida Hassan de Yibuti ; Elena Lagadinova de Bulgaria ; Carolyn McAskie, funcionaria de la Agencia Canadiense de Desarrollo Internacional ; Maureen O'Neill, jefa de la delegación canadiense, quien fue la coordinadora del Ministro de Estado de la Mujer ; Maureen Reagan, hija del presidente de los Estados Unidos; Yvette Roudy, Ministra de Derechos de la Mujer de Francia; Jean Spautz de Luxemburgo ; Tom Vraalsen de Noruega ; entre otras.
Después de los comentarios de apertura de Javier Pérez de Cuéllar, Secretario General de las Naciones Unidas, el presidente de Kenia, Daniel arap Moi, dio la bienvenida a los participantes, expresando su esperanza de que la conferencia fuera exitosa y que los objetivos para las mujeres no quedaran oscurecidos por las distracciones. Los comentarios de apertura de Margaret Kenyatta sobre la historia de la conferencia fueron seguidos por la discusión general. La sesión general discutió que las mujeres deberían poder vivir de manera segura en condiciones que les otorguen igualdad y justicia, pero se reconoció que se necesitaba tiempo para cambiar los puntos de vista tradicionales y concienciar a las personas sobre los cambios necesarios. Se observó que, aunque la igualdad jurídica había mejorado significativamente, la disparidad entre la realidad jurídica y la práctica seguía siendo amplia. Se discutió que la tensión política y la inestabilidad, así como el conflicto, contribuyeron a la reducción del avance, al igual que el colonialismo, el racismo y el estancamiento económico. La conferencia observó avances en las naciones desarrolladas por la paridad de la educación, pero importantes brechas en la educación de las niñas versus la educación de los niños en las naciones en desarrollo, lo que también afectaba a las futuras opciones de empleo. Aunque se lograron algunos avances en el empleo de las mujeres, se observó que las brechas salariales, el mayor desempleo de las mujeres que los hombres y los servicios de cuidado infantil contribuyeron a la inestabilidad de las mujeres. En cuanto a la salud, se reconoció que, dado que las mujeres suelen ser las proveedoras de servicios de salud para sus familias, se debe hacer un mayor esfuerzo para garantizar que las mujeres estén sanas para permitirles continuar sirviendo a sus familias. Las instalaciones educativas y de salud inadecuadas, combinadas con altas tasas de natalidad y costumbres o leyes que permitieron a las mujeres controlar su propia fertilidad eran problemas continuos.
Los proyectos a lo largo de la década llamaron la atención sobre la necesidad de avanzar en las oportunidades de las mujeres y la recolección de estadísticas mejoraron para medir su progreso o falta de avances. La violencia contra las mujeres era un problema frecuente, al igual que la inseguridad de las mujeres indígenas, las mujeres de edad avanzada, las mujeres migrantes y refugiadas y sus hijos, y las mujeres rurales. La incertidumbre sobre el agua y los alimentos debía abordarse ya que las mujeres en muchas áreas dedicaban la mayor parte de su tiempo a trabajos no remunerados para mantener a sus familias. Muchos programas de las Naciones Unidas se habían ampliado durante el Decenio para las Mujeres para incorporar a las mujeres en sus programas de desarrollo, aunque se observó que, en general, la participación de las mujeres, e incluso el empleo en las agencias de las Naciones Unidas, aunque mejoradas, todavía estaba por debajo de los objetivos. Se examinaron los programas dirigidos a la agricultura, la economía, la infancia, el desarrollo, la vivienda, la salud, la tecnología y muchos otros y, en general, se logró una mejora en la inclusión del acceso de las mujeres. Sin embargo, se observó que hacer provisiones para la igualdad no era lo mismo que lograr la igualdad real de oportunidades. Se acordó que el papel cultural en el mantenimiento del sexismo y los estereotipos sexuales era un tema complejo que implicaría un esfuerzo dedicado para cambiar el currículo escolar y transformar los mensajes de los medios de comunicación para permitir a las mujeres un acceso real a la paridad socioeconómica, cultural, legal y política. Se observó que por primera vez, los derechos de las lesbianas fueron presentados en una conferencia oficial de la ONU por la delegada holandesa, Annelien Kappeyne van de Coppello .
El primer comité, bajo la presidencia de Cecilia López de Colombia, con las vicepresidentas, Kulsum Saifullah de Pakistán, Olimpia Solomonescu de Rumania y Laetitia van den Assum de los Países Bajos, con la Relatora Diaroumeye Gany de Níger, discutió los primeros tres capítulos del proyecto de Estrategias prospectivas para el avance de las mujeres. El segundo comité, bajo la presidencia de Rosario Manalo de Filipinas, con las vicepresidentas, Dame Billie Miller de Barbados, Konjit SineGiorgis de Etiopía y Eva Szilagyi de Hungría, con la Relatora Helen Ware de Australia, debatieron los capítulos restantes de las estrategias. Ambos comités recomendaron aprobar el borrador y una discusión con la sesión general seguida de una revisión línea por línea del documento. Aunque ambos comités evaluaron varios proyectos de resolución, no hubo tiempo suficiente para que la sesión general revisara las resoluciones y no se tomaron medidas formales al respecto.

## Foro
Nita Barrow de Barbados presidió y organizó el Foro, con la asistencia de Edith Ballantyne, presidenta de la Conferencia de Organizaciones No Gubernamentales de las Naciones Unidas (CONGO). Asistieron más de 15,000 personas, de las cuales el 60% eran representantes de naciones no industrializadas, y se llevó a cabo en la Universidad de Nairobi . A diferencia de las instalaciones en Copenhague, en Kenia, se organizaron guarderías para hijas e hijos de las delegadas. Se instaló una tienda de paz en el césped de la universidad y se organizaron sesiones sobre el conflicto y su impacto de la guerra en las mujeres. Entre las asistentes prominentes estaban: Charlotte Bunch, una activista lesbiana de los Estados Unidos; Betty Friedan, fundadora de la Organización Nacional de Mujeres (NOW); Eddah Gachukia, jefa del comité de ONG de Kenia; y otras. 
Además de los temas básicos de la sesión oficial, se pidió al Foro que abordara cuestiones relacionadas con mujeres pobres, ancianas, migrantes o refugiadas jóvenes y se dirigiera a las mujeres en los medios de comunicación. Se establecieron mesas redondas, talleres y dos sesiones plenarias. La variedad de temas discutidos en reuniones formales e improvisadas fue amplia, incluyendo temas como el cuidado de menores; educación del consumidor; crédito; planificación familiar; mutilación genital femenina ; el crecimiento de los estudios de mujeres; derechos legales; literatura; explotación de las mujeres en los medios de comunicación; programas de maternidad y desarrollo para familias; prisioneras políticos; prostitución; discriminación sistemática contra la mujer; violencia; mujer y desarrollo; mujer y religión; mujer y tecnología; así como talleres de lesbianas y muchos otros temas en unos 1200 talleres programados durante la duración de la conferencia. Los talleres de lesbianas fueron la "primera discusión pública sobre el lesbianismo en Kenia"  y dieron lugar a una conferencia de prensa lésbica en la que se reconoció que el lesbianismo no era un concepto de  occidente, sino que tenía relación con los derechos de las mujeres en todo el mundo. También se planteó en una propuesta de una de las representantes holandesas que los derechos de las lesbianas se abordaran en los documentos oficiales de la conferencia. En un taller sobre desarrollo, Helen Safa propuso la idea de que "Género y Desarrollo" (GAD) debería reemplazar la estrategia anterior "Mujeres en el Desarrollo" (WID) utilizada por la Comisión de las Naciones Unidas sobre la Condición Jurídica de la Mujer (CSW). Esto reflejó la creencia de la ONG, Development Alternatives with Women for a New Era (DAWN) que la estrategia WID simplemente trataba de insertar a las mujeres en los sistemas existentes sin reducir o cambiar la naturaleza del patriarcado . Recomendaron que GAD, un método de planificación estratégica a largo plazo, se convirtiera en el nuevo estándar, centrándose en el diseño de sistemas específicamente relacionados con las mujeres y su crecimiento.
Además de los talleres, se invitó a las mujeres a participar en una serie de eventos culturales, como el Foro de Cine de Nairobi, que mostró películas y videos de y sobre mujeres y ofreció talleres; exposiciones de arte y fotografía; talleres de folklore; conciertos clases de artes marciales; excursiones a pueblos locales. Debido a las condiciones climáticas favorables, las mujeres pudieron reunirse al aire libre para una variedad de funciones programadas y no programadas para construir redes con otras participantes. El Foro después de 1985 cambió de una manera que reflejaba la división entre progresismo versus conservadurismo, en oposición a la división polarizada capitalista-socialista que había dividido las conferencias anteriores. Quienes participaron reconocieron que los problemas globales eran asuntos de mujeres, pero que dentro de sus sistemas gubernamentales, había un deseo de promover o reducir el cambio. Se produjo un cambio fundamental que reconoció que sin importar el sistema, las mujeres estaban subordinadas y que promover una visión del mundo desde las perspectivas de las mujeres les permitía trascender sus diferencias y centrarse en los puntos en común que compartían. Por ejemplo, las mujeres aborígenes reconocieron que de donde fueran, luchaban por los derechos indígenas a la tierra; las mujeres árabes e israelíes debatieron sobre la necesidad de la paz; las juristas, ya sea de países islámicos en el sur de Asia o de países católicos en América Latina, reconocieron la lucha por los derechos de las mujeres bajo los sistemas religiosos patriarcales.

## Resultados
Las estrategias prospectivas para el Avance de las Mujeres se adoptaron por consenso debido a una estrategia desarrollada que permitió a las delegadas expresar sus reservas sobre la base de párrafos individuales, en lugar del documento en su conjunto. Debido a que las dos conferencias anteriores habían forjado relaciones transnacionales más fuertes gobiernos entendieron mejor las necesidades de sus constituyentes femeninas, la voluntad de los donantes de ayudar a las mujeres a integrarse en el desarrollo y la mayor efectividad de las ONG en su activismo, la lista de los temas planteados en las Estrategias fueron más amplios, incluyendo temas como: agricultura, comunicaciones, asuntos constitucionales y legales, educación, empleo, necesidades energéticas, problemas ambientales y de agua, seguridad alimentaria, salud, vivienda, ciencia y tecnología, servicios sociales, sociales. e igualdad política, así como una mayor participación. Los temas principales de desarrollo, igualdad y paz se mantuvieron, al igual que los enfoques sobre el racismo y las personas refugiadas. El documento aprobó nuevas estrategias para el año 2000 y reemplazó las palabras apartheid y sionismo con el término más general racismo, para mantener el enfoque en las mujeres en lugar de los problemas de polarización.
Fuera del foro de la conferencia, surgieron varios grupos de mujeres que serían influyentes: Foro Asia-Pacífico sobre Mujeres, Derecho y Desarrollo (APWLD), Comité de América Latina y El Caribe para la Defensa de los Derechos de la Mujer (CLADEM), Mujeres en Derecho y Desarrollo en África (WILDAF), y la Asociación de Mujeres de Medios de Tanzania . Estos fueron indicativos de los tipos de crecimiento exponencial en las ONG que se ocupan de las mujeres y sus problemas que se fundaron después de que terminó la conferencia. Muchas de las organizaciones eran grupos de intercambio de información que agrupaban sus recursos y estrategias para crear soluciones innovadoras. Estas redes, cambiaron el flujo de activismo y erudición del Norte global hacia los hemisferios meridionales y de las estructuras sociales de arriba hacia abajo a aquellas que forjan coaliciones a través de las fronteras culturales, raciales y sociales. La conferencia también marcó un punto de inflexión en el silencio sobre la violencia contra la mujer, lo que finalmente llevaría a la aprobación de la Declaración sobre la Eliminación de la Violencia contra la Mujer en 1993. Dado que los objetivos del Decenio para la Mujer no fueron alcanzados por los objetivos establecidos en 1975, la Asamblea General de las Naciones Unidas tomó una decisión después de Nairobi de realizar encuestas mundiales sobre las mujeres cada cinco años en un esfuerzo continuo por hacer un seguimiento de la implementación de las Estrategias para las mujeres. Uno de los resultados más importantes fue sacar a las mujeres de la oscuridad y establecer mecanismos específicos para medir el progreso de las mujeres.

### Citas
1. ↑  Mama, Amina (2019). ««Feminist Africa»: A Pan-African Feminist Publication for the 21st Century». Storia delle Donne (en inglés) 15: 141-163. ISSN 1826-7505. doi:10.13128/sd-9044. Consultado el 23 de julio de 2023.
2. ↑  Earth Summit, 2002.
3. 1 2  Women's World Conferences, 2008.
4. ↑  Ghodsee, 2010, pp. 5–7.
5. ↑  West, 1999, p. 180.
6. ↑  Ghodsee, 2010, pp. 7–8.
7. ↑  Maters, 1986, p. 7.
8. 1 2 3 4  Fraser, 2013.
9. 1 2  The Salina Journal, 1985, p. 6.
10. 1 2 3 4  Report of the World Conference, 1986, p. 104.
11. ↑  Awareness Times, 2007.
12. ↑  Maters, 1986, p. 9.
13. ↑  The Chilliwack Progress, 1986, p. 12.
14. ↑  Ghodsee, 2010, p. 9.
15. ↑  Maters, 1986, p. 48.
16. ↑  Maters, 1986, p. 12.
17. ↑  Report of the World Conference, 1986, p. 98.
18. ↑  Report of the World Conference, 1986, p. 100.
19. ↑  Report of the World Conference, 1986, p. 101.
20. ↑  Report of the World Conference, 1986, pp. 109–111.
21. ↑  Report of the World Conference, 1986, p. 117.
22. ↑  Report of the World Conference, 1986, pp. 117–118.
23. ↑  Report of the World Conference, 1986, pp. 119–120.
24. ↑  Report of the World Conference, 1986, pp. 121–125.
25. ↑  Report of the World Conference, 1986, pp. 126–127.
26. 1 2  Bunch y Hinojosa, 2000, p. 11.
27. ↑  Swiebel, 2015, pp. 1–2.
28. ↑  Report of the World Conference, 1986, p. 129.
29. ↑  Report of the World Conference, 1986, p. 131.
30. ↑  Report of the World Conference, 1986, p. 143.
31. ↑  Report of the World Conference, 1986, p. 157.
32. ↑  Foster, 1989, pp. 95-97.
33. ↑  Winslow, 1995, p. 145.
34. 1 2 3 4 5 6  Bunch, 2012, p. 217.
35. 1 2  Maters, 1986, p. 56.
36. ↑  The Telegraph, 2006.
37. 1 2  Sciolino, 1985.
38. ↑  Maters, 1986, p. 54.
39. ↑  Maters, 1986, pp. 55–56.
40. ↑  The San Bernardino County Sun, 1985, p. 7.
41. ↑  Bunch y Hinojosa, 2000, p. 10.
42. ↑  Bae, 2004, p. 9-12.
43. ↑  Maters, 1986, p. 55.
44. ↑  Bae, 2004, pp. 20–22.
45. ↑  Ghodsee, 2010, p. 8.
46. ↑  The Ukiah Daily Journal, 1985, p. 8.
47. ↑  Tripp, Aili Mari (January 2003). «Women in Movement Transformations in African Political Landscapes». International Feminist Journal of Politics (en inglés) 5 (2): 233-255. ISSN 1461-6742. doi:10.1080/1461674032000080585.
48. ↑  Chen, 1995, p. 479.
49. ↑  Chen, 1995, p. 480.
50. ↑  Pietilä, 1999, p. 17.
51. ↑  Pietilä, 1999, pp. 23–24.
52. ↑  Zinsser, 1990, p. 22.